# Obama nungara
La óbama o el gusano óbama (Obama nungara) es una especie de planaria terrestre de la subfamilia de Geoplaninae. Es originaria de América del Sur, pero se ha introducido en Europa, donde es una especie invasora.
El nombre óbama (y el género Obama) se forma a partir del idioma tupí, a partir de las palabras óba (hoja) y ma (animal), en referencia a la forma del cuerpo del gusano. El epíteto específico nungara también proviene del tupí y significa "similar, igual".
- Datos: Q25095673
- Multimedia: Obama nungara / Q25095673